# 拉森火山
拉森火山（英語：Lassen Peak）是位於美國加利福尼亞州北部，喀斯喀特山脈最南端的一座活火山。標高3,189米。拉森火山擁有世界最大的火山穹丘。拉森火山的上一次噴發自1914年開始，在1915年5月達到噴發巔峰。現在仍有火山活動。目前拉森火山及其周邊地區被劃入拉森火山國家公園的範圍內。